# Dactylia dichotoma
Dactylia dichotoma är en svampdjursart som först beskrevs av Lendenfeld 1886.  Dactylia dichotoma ingår i släktet Dactylia och familjen Callyspongiidae. Inga underarter finns listade i Catalogue of Life.